# Récepteur 5-HT4
Le répecteur 5-HT4 est une protéine qui, chez l'homme, est codée par le gène HTR4, situé sur le chromosome 5,. Il appartient à la famille des récepteurs de la sérotonine, récepteurs couplés aux protéines G qui stimulent la production d'AMP cyclique en réponse à la présence de sérotonine, ou 5-hydroxytryptamine (5-HT). Le produit de transcription est une protéine transmembranaire glycosylée qui agit à la fois sur le système nerveux central et périphérique pour moduler la libération de divers neurotransmetteurs. Plusieurs variantes de transcription ont été décrites, avec différentes séquences C-terminales, mais la nature complète de certaines de ces variantes n'a pas été déterminée.
Ce récepteur est exprimé dans l'appareil digestif, la vessie, le cœur et les glandes surrénales ainsi que dans le système nerveux central. Dans ce dernier, le récepteur 5-HT4 se retrouve dans le putamen, le noyau caudé, les noyaux accumbens, le globus pallidus et la substantia nigra ainsi que, dans une moindre mesure, dans le néocortex, les noyaux du raphé, les noyaux pontins (en) et certaines zones du thalamus. Il n'a pas été retrouvé dans le cervelet.
L'internalisation est spécifique à chaque isoforme du récepteur.
Plusieurs médicaments qui agissent comme agonistes sélectifs des récepteurs 5-HT4 ont été introduits à la fois pour la recherche scientifique et la médecine clinique. Cependant, d'autres médicaments qui agissent comme agonistes des récepteurs 5-HT4 ont également une action d'antagonistes des récepteurs 5-HT3, comme le mosapride (en), le métoclopramide, le renzapride (en) et le zacopride (en), de sorte que ces composés ne peuvent être considérés comme sélectifs. Les recherches dans ce domaine se poursuivent.
Le [11C]SB207145, marqué au carbone 11, est utilisé comme radioligand pour la tomographie par émission de positrons du récepteur 5-HT4 chez le porc et chez l'homme.
- Agonistes :
  - BIMU8 (en) ;
  - Cisapride (en) ;
  - CJ-033466 (en), agoniste partiel ;
  - ML-10302[11] ;
  - Mosapride (en) ;
  - Prucalopride ;
  - Renzapride (en) ;
  - RS-67506 ;
  - RS-67333 (en), agoniste partiel ;
  - Capeserod (en), agoniste partiel ;
  - Tégasérod ;
  - Zacopride (en) ;
  - Métoclopramide ;
  - Sulpiride.

- Antagonistes :
  - L-Lysine ;
  - Piboserod (en) ;
  - GR-113808 (en), ester de [1-[2-[(méthylsulfonyl)amino]éthyl]-4-pipéridinyl]méthyle et d'acide 1-méthyl-1H-indole-3-carboxylique[12] ;
  - GR-125487 ;
  - RS-39604, 1-[4-amino-5-chloro-2-(3,5-diméthoxyphényl)méthyloxy]-3-[1-[2-méthylsulphonylamino]pipéridin-4-yl]propan-1-one ;
  - SB-203186 ;
  - SB-204070 (en) ;
  - 4-Amino-3-méthoxybenzoate de [méthoxy-11C]1-butylpipéridin-4-yl)méthyle[13] ;
  - Camomille (extrait d'éthanol)[14].